# Компресорна експлуатація газового родовища

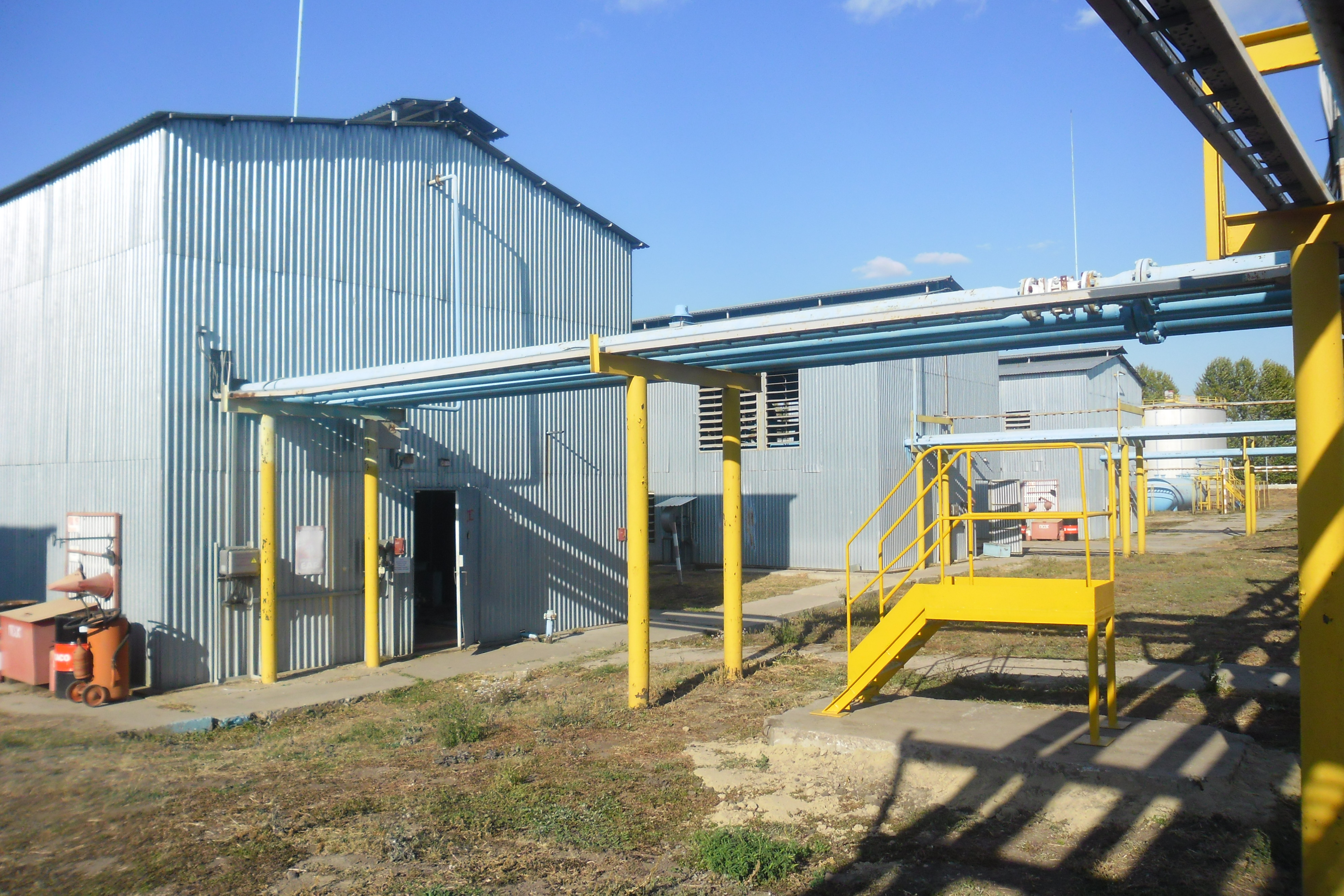
Газовий промисел. Компресорне відділення.

Компресорна експлуатація газового родовища (рос. компрессорная эксплуатация газового месторождения; англ. air-lift well operation of gas field, нім. Kompressorausbeutung f der Gaslagerstätte f pl) — розробка родовища із застосуванням дотискних компресорних станцій.
Починається, коли пластовий тиск стає недостатнім для подавання газу в магістральний газопровід (знижується до 5,5 МПа). У цьому випадку вводять в експлуатацію одну, а з часом і декілька дотискних компресорних станцій (ДКС).
Режим роботи ДКС характеризується безперервним зниженням тиску на вході в компресорні агрегати, у зв'язку з чим потужність ДКС з часом звичайно підвищується в декілька ступенів. Це дає змогу видобувати газ з пласта при низьких гирлових тисках на свердловинах (0,15–0,2 МПа).